# ديرك دامان
ديرك دامان (بالألمانية: Dirk Dammann)‏ هو لاعب كرة قدم ألماني في مركز الدفاع، ولد في 14 أغسطس 1967 في شتاده في ألمانيا. لعب مع نادي سانت باولي.

## وصلات خارجية
- ديرك دامان على موقع قاعدة بيانات كرة القدم.إي يو (الإنجليزية)
- ديرك دامان على موقع بيانات كرة القدم. دي إي (الألمانية)